# Aspidostoma cavatum
Aspidostoma cavatum är en mossdjursart som först beskrevs av Campbell Easter Waters 1883.  Aspidostoma cavatum ingår i släktet Aspidostoma och familjen Aspidostomatidae. Inga underarter finns listade i Catalogue of Life.